# Robert Stannard
Robert Stannard (født 16. september 1998 i Sydney) er en professionel cykelrytter fra Australien, der senest kørte for Alpecin-Deceuninck.
Han er primært kendt for sine evner i endagsløb og som sprinter. I 2020 kørte Stannard sin første Grand Tour, da han deltog i  Vuelta a España. I 2021 kørte han igen det spanske etapeløb.